# Santa Ernestina
Santa Ernestina est une municipalité brésilienne de l'État de São Paulo et la Microrégion de Jaboticabal.